# カカオページ
ページ・カンパニー（朝: 페이지 컴퍼니、英: Page Company）は、韓国の総合エンターテインメント企業カカオエンターテインメントの社内カンパニーである。前身会社はカカオページ（朝: 카카오페이지、英: kakaopage）。
モバイル向けウェブコミック配信サイト及びウェブコミック投稿サイトの「カカオページ」や「ダウム・ウェブトゥーン」の運営を手掛けている。
カカオページでは、「待てば無料」と呼ばれるシステムを運用している。また、ユーザーが誰でも自作コンテンツをアップロードして、プラットフォーム上の他ユーザーに直接販売することが可能である。販売の合計収益は、3割がGoogle Playに、2割がカカオに、残りの5割が出版者に分配される。

## 沿革
2010年7月20日、カカオの創設者であるキム・ボムスによって、「ポドツリー株式会社」として設立された。
2013年4月9日、モバイル向けウェブコミック配信サイト「カカオページ」を開設。同年半ばまで業績は低迷していたものの、「月光彫刻師」などの人気作品を追加したことによって業績回復に成功した。
2014年4月21日までに100以上の異なるウェブトゥーンシリーズを追加すると発表し、無料のウェブトゥーンおよびWebフィクションを提供開始した。
2017年、俳優のパク・ボゴムを初のカカオページブランドアンバサダーに任命。その後、ブランドの印刷、デジタル、ビジュアルメディア広告に起用した。
2015年、カカオによって買収され、カカオグループの傘下となった。
2018年、「株式会社カカオページ」へと社名を変更。
同年、インドネシア最大のウェブトゥーンポータルNeoBazarを138億ウォンで買収。
同年8月、映画やドラマの制作を手掛けるKROSS PICTURESの株式49％を58億ウォンで買収。
2021年3月2日、同じくカカオ傘下で、音楽事業を展開するカカオMを吸収合併し、総合エンターテインメント企業である株式会社カカオエンターテインメントの「ページ・カンパニー」として新設した。
同年、アメリカを基盤とするウェブ連載小説アプリRadishを約478.7億円で買収。

## 事業
- カカオページ
- ダウム・ウェブトゥーン
- Radish
- NeoBazar
- KROSS PICTURES